# Sosas del Cumbral
Sosas del Cumbral es una pedanía del municipio de Riello, de la comarca de Omaña en la provincia de León, comunidad autónoma de Castilla y León, España.

## Contexto geográfico
Sosas del Cumbral se encuentra situado en las estribaciones de la ladera sur de la Cordillera Cantábrica, enclavado en la Zona llamada “La Montaña”, Comarca de Omaña, que figura en el restringido grupo de espacios naturales reconocidos por la UNESCO como Reserva de la Biosfera, por su riqueza forestal y biológica. Omaña fue definida por los romanos como "homus maniun", que significa "hombres dioses", ya que las gentes de estas tierras eran de extraordinaria fortaleza. En Omaña se habla llionés.
Sus coordenadas geográficas son: 42º 49’ 56’’ N, 6º 05’ 04’’ O. Su altitud es de 1.249 m s. n. m.

### Territorio
Su territorio tiene una extensión en torno a las 850 hectáreas (8,5 km²). Limita al norte con parajes de Salce, al sur con Garueña, al este con Manzaneda de Omaña y Cornombre, y al oeste con Villadepán. Tiene una densidad de población sobre 1,17 hab./km²
Código Postal 24132.
Hasta el año 1975 fue uno de los 13 pueblos del Ayuntamiento de Vegarienza, desde entonces forma parte como uno de los 40 pueblos que conforman el municipio de Riello. Pertenece al partido judicial de León. La parroquia está bajo el patronazgo de San Pedro.

## Comunicaciones
Para ir desde León a Sosas hay que tomar la autovía AP66 de Asturias en dirección norte, a unos 6 km de León, y recorrer por la misma 28,4 km, hasta La Magdalena. Allí, a la izquierda, se toma la LE-493 y se recorren 18 km, pasando por Oterico y Guisatecha, hasta llegar a Vegarienza, de donde se desvía el ramal C.V.-128-4 de 6,5 km que, pasando por Garueña, nos lleva a Sosas del Cumbral. En total, unos 65 km; y la distancia a Madrid es de 393 km .

## Orografía y clima
Su entorno próximo lo constituyen elevaciones de más o menos altitud y extraordinaria belleza, conformando un paisaje idílico surcado por un laberinto de caminos y senderos que a veces se pierden en la espesura del matorral. La elevación más importante es la imponente mole de Cueto Agudo o “Pico Pelao”, cuyo vértice geodésico alcanza los 1.883 m s. n. m. de altura, que proyecta su espectacular silueta en el horizonte. Sus agrestes y empinados riscos de imponderable belleza, igual en invierno cubiertos de nieve , que cuando la primavera los cubre de espeso manto de fecunda vegetación. Existen muchos arroyos con aguas que bajan serpenteantes y saltarinas con un fuerte efluvio a plena naturaleza, escoltadas por generosa y variada vegetación. Hay numerosos manantiales y son de mencionar las míticas fuentes de “Las Burbujas”, “Gusteiro” y “El Cabaleche”, todas ellas paradas obligatorias de cualquier excursionista que se precie, pues sus aguas son muy laxantes y digestivas. 
Tanta belleza natural sufriría un grave atentado medioambiental y al paisaje, de llevarse a cabo el proyecto de una compañía eléctrica que, en su trazado por el corredor 2-Sur, haría discurrir por las proximidades del pueblo una línea de alta tensión de 132 kilovoltios, para evacuar la producción de un parque eólico de 28 aerogeneradores de 1300 kW de potencia unitaria, con un total de potencia eléctrica bruta de 36,4 MW, a instalar en las cumbres de la zona. 
El pueblo se enclava en pleno valle de "El Cumbral" y el río Valdaín (afluente del Omaña) lo divide en dos barrios el de La Villa y el de El Luteiro, amén de otro pequeño llamado El Canalón, con una sola calle central.
El clima es bonancible en las estaciones de primavera y otoño, días más o menos calurosos con noches de refrescante frescor en verano y duros inviernos, con temperaturas por bajo de los cero grados y precipitaciones de nieve escasas, a excepción del invierno 08/09, con nevadas copiosas.

## Historia
No existirían datos ni estudios arqueológicos que fijen una fecha de fundación del actual emplazamiento; la única referencia que existe de su antigüedad es la inscripción esculpida sobre una piedra de alabastro colocada en el frontis de una vieja casa que reza “año 1136,”. Se sabe que en el año 1789 pertenecía al Concejo de Omaña. En el año 1800 era señor de Omaña el duque de Uceda en su calidad de conde Luna, y el Concejo tenía 21 poblaciones. Aunque siempre se estuvo en la creencia de que el pueblo, en fecha anterior, pudo estar asentado a unos 800 metros aguas abajo del río, en el paraje conocido como “El Fuello”, donde se conservan los restos de lo que fue un cementerio, pero no de otro tipo de edificaciones. Bien pudiera tratarse de un fosal para atender las necesidades de una pandemia que hubiera sufrido la población. En el barrio de “La Villa” se encuentra la Iglesia Parroquial de San Pedro, con su torre campanario y sus campanas centenarias que, sin pecar de exagerado, es un conjunto de lo más notable de la comarca. Esta iglesia fue destruida parcialmente por un incendio el 5 de julio de 1931, habiendo existido en el lugar expertos en el repiqueteo de sus campanas. Sosas del Cumbral fue sede parroquial hasta mediados del siglo XX, junto a las poblaciones de Villadepán y Balbueno.
Las edificaciones más antiguas son de arquitectura rural, de acusado carácter montañés, a base de paredes robustas y austeras, en las que el elemento principal es la piedra de pizarra. Antiguamente en la panorámica general predominaban las cubiertas vegetales de color ocre-verde intenso, a base de paja de centeno al estilo de las pallozas del Bierzo pero, poco a poco, fueron sustituidas por teja y pizarra.
Se conserva en el edificio de la escuela en la que recibimos la enseñanza básica del legendario e ilustre Maestro de varias generaciones, D. Emilio de la Calzada Calzón, que ejerció su profesión, en el pueblo, durante casi medio siglo, del 1909 al 1955. Actualmente la escuela está cerrada por carecer de alumnado, siendo aprovechada como lugar de reunión de la juventud que visita el pueblo en época veraniega, etc.
Según una leyenda, hubo un castillo, bajando de las Peñas de Campo Juan, pero la verdad es que no hay constancia escrita ni restos que lo acrediten.
Hay también que hacer mención del que fue insigne e ilustrado Secretario del Ayuntamiento de Vegarienza D. Teófilo Paniagua, hombre de gran predicamento y sabiduría, muy respetado por la ciudadanía de su jurisdicción municipal.
Hubo en el pueblo tres molinos hidráulicos para la molturación de cereales, especialmente centeno, pero solo se conserva el de "El Campo del Río" gracias al interés y celo del convecino Maxi de la Calzada, quién lo restauró, puso en funcionamiento y convirtió en una atracción turística.
Fue en los primeros años de la década de los 60 cuando se construyó el camino vecinal "la carretera", que comunica el pueblo con la localidad de Vegarienza, en sus 6.5 km lo que supuso un importantísimo avance para el desarrollo del pueblo. En fechas recientes se ha procedido a un nuevo pavimentado por importe de 330000 €.
Más adelante en el año 1976 llegaría el suministro eléctrico, con la aparición de los primeros televisores y electrodomésticos, permitiéndonos olvidar los candiles de petróleo o de carburo y los faroles de aceite que constituían nuestro alumbrado habitual, excepto en la temporada en que el río Valdaín era más generoso con 
sus aguas y permitía mover la turbina de una pequeña central hidroeléctrica. Esta central producía corriente continua a 110 V. El encargado del mantenimiento era un vecino en turno rotatorio por semanas, o que en subasta a la baja había conseguido este servicio, que consistía en activar la central al anochecer, rebajarla a media noche y desactivarla a primera hora de la mañana. No se permitían más de dos lámparas por casa y algunas por las calles.
En el año 1983 se ha procedido a la instalación de agua corriente y alcantarillado; también hace años se pavimentaron e iluminaron las vías públicas.
En casi todas las casas se conservan utensilios y aperos ancestrales para las labores agrícolas que, juntos, podrían configurar un pequeño museo etnográfico.

## Recursos naturales

### Flora
En la capa vegetal de la zona predominan bosques frondosos de roble melojo y también, aunque en menor cuantía, escobas, piornos, chopos, urces, acebos etc. El roble siembre ha sido muy apreciado para la combustión en cocinas y calefacciones.

### Caza
Destaca en toda la región abundancia de jabalíes, corzos, zorros y de la especie protegida que es el lobo, poblaciones que han ido propagándose a medida que los montes se despoblaban de animales domésticos. En la caza menor se da abundancia de perdiz, parda y rubia, liebres, palomas y milanos, que encuentran su hábitat en este paraíso natural.

### Pesca
El río Valdaín, afluente del Omaña (uno de los principales ríos trucheros de España), que fertiliza el valle, favorece con sus aguas frías y transparentes, la abundancia de truchas, de pequeño tamaño pero de una exquisitez incomparable. Ahora desgraciadamente su población ha ido a menos por causas diversas; contaminación, furtivismo, caudales escasos en épocas de sequía, etc.

## Población y administración
Que se tenga constancia, la época de mayor esplendor demográfico debe situarse en torno a la segunda mitad del siglo XIX. Los datos más antiguos de los que se dispone son del año 1797, cuando el pueblo contaba con 96 pobladores. En el año 1850 la localidad tenía 60 casas y 250 habitantes. En el 1900 su población había descendido a 205 personas. En el censo de 1910 el pueblo tenía 202 habitantes en 47 edificaciones. En el año 1950 su censo se había reducido a 144 moradores. A principios de los años 60 se produjo el fenómeno de la emigración a Centro Europa, principalmente a Francia, Suiza y Alemania, así como a zonas industriales del país, despoblándose Sosas de gente joven y de mediana edad. Según datos del INE en el censo del año 2004 había censados 27 habitantes, 14 hombres y 13 mujeres, en el año 2007, también según el INE, aparecían censadas 16 personas, 9 hombres y 7 mujeres, y en el censo del año 2008 aparecen 15 habitantes,9 hombres y 6 mujeres. Este lugar, como tantos otros, ha sido azotado por el abandono de sus gentes y en la actualidad apenas quedan entre 8 y 10 vecinos, en las veintitantas casas de las que solo están abiertas todo el año 4 o 5. A excepción de la época veraniega que se multiplican por 10, con la asistencia de descendientes del pueblo, que acuden en vacaciones.

### Administración
El pueblo es gobernado por la Junta Vecinal, encabezada por el alcalde pedáneo y dos miembros más. Cuando la vecindad fue más numerosa el alcalde llamaba a Concejo mediante nueve toques con la campana grande, espaciados en tres bloques de tres, en cuyas reuniones se acordaban democráticamente las labores comunitarias y de interés público a realizar. En el pasado la localidad formó parte de las 13 que constituían el Ayuntamiento de Vegarienza, pero desde el año 1975 es uno de los 39 pueblos del Municipio de Riello.

## Diversión, ocio y folklore
La actualidad festiva, como quiera que no hay juventud, queda restringida a la Fiesta Patronal de San Pedro, que se celebra el día sábado más próximo al 29 de junio, para así facilitar la asistencia de invitados.
En otros tiempos se organizaban reuniones en bailes con grupos de casados, mozos y chabales, sobre todo en las fiestas de Navidad y Carnavales, amenizados a los acordes de la música del instrumento típico que era la "pandereta", que volteaban con arte y salero mujeres expertas en su manejo. Hubo también en el pueblo grandes virtuosos del baile de "la jota", tales como el difunto Angel, Elvira, Mary López, Maruja...
Los salones de baile eran grandes cocinas antiguas que servían para todo. En la Noche de Fin de Año se celebraba una especie de sorteo de emparejamiento entre jóvenes solteros, que no siempre dejaban contentos a todo el mundo.
Por Carnavales se celebraban los desfiles de disfraces, que recorrían el pueblo haciendo acopio de chacina, huevos y algún dinero para organizar la función-cena y el correspondiente baile.
Para la Fiesta Patronal de San Pedro se echaba la casa po la ventana, contratando a un músico acordeonista para amenizar el baile. Tras una solemne misa con procesión por las calle del pueblo (tradición que aun perdura), tenía lugar un campeonato de bolos, en el que se disputaba un valioso trofeo y, para sacar o recaudar fondos para todo tipo de gastos, tenía lugar una rifa con importantes premios. A todo esto hay que añadir las suculentas comidas con invitados. La juventud también asistía a otras fiestas en localidades vecinas, cuando las labores agrícolas lo permitían, desplazándose en la caballería propia, en bicicleta o a pie.
Por el invierno, como las noches largas dan para mucho, nos reuníamos en animadas tertulias en la cantina o en casa de cualquier vecino en sesión de "filandero" o "calecho", y también jugando competidísimas partidas de tute o de brisca, a ser posible de seis, capitaneando un jugador a cada grupo de tres. No se jugaba dinero sino la consumición, generalmente vino. Cuando aparecieron los primeros receptores de radio, Marconi, Telefunken, Philips o Iberia, acudíamos a una de las casas que primero los tuvieron a escuchar las populares novelas de Radio Madrid o discos dedicados de Radio Andorra. Así mismo competíamos en juegos autóctonos tales como "la calva", "la bigarda", "la tusa" y el "manro". Costumbres que ya se perdieron en la historia. Otra tradición ancestral fue la "quema de la vieja", que practicábamos los chavales en época invernal generalmente sobre la nieve, y que consistía en hacer "fachas" de paja de centeno, que eran una especie de emvoltorios en forma tronco-cónica circular. Luego por la noche y en las proximidades del pueblo se les prendía fuego corriendo a la luz de las luminarias, al grito de "se quema la viejaaa, se quema la viejaaa...". Para terminar todos con los restos en torno a una hoguera común.
No debemos dejar de hacer mención de la "matanza", por San Martín. Que en una época fue la base sobre la que se asentaba, en buena medida, la manutención de las familias. En la que se elaboran exquisitos manjares como morcillas, chorizos, lloscos (botillo) y otras delicatessen. Los jamones curados al humo de leña de roble adquieren nivel de gran categoría, lo mismo que la cecina, otro gran producto típico de la región.

## Comercio
En una época se facturaba mantequilla de vaca con destino a los mercados de Madrid y Vitoria.

## Minería
Allá por finales del siglo XIX y principios del XX se explotaron yacimientos de mineral de antimonio, sin gran relevancia.

## Industria
En la segunda mitad del siglo XIX funcionó una pequeña factoría o mini-batán textil, impulsado por la única energía que había, la hidráulica, en el que se manufacturaban estambres y paños, muy apreciados para la confección de sayas de estameña y escarpines, indumentaria propia de la época. El escarpín es una prenda de abrigo que cubre el pie y la pierna, con una generosa botonadura lateral.
En una época se fabricaron quesos para su comercialización.

## Turismo
El contingente turístico en época veraniega se nutre en buena medida de los originarios del pueblo emigrados y sus descendientes, que son grandes caminadores y apasionados de la excelente gastronomía típica de la zona.

## Agricultura y ganadería
No es terreno propicio para la agricultura. En el pasado, en épocas de muy escasos medios económicos, había que autoabastecerse en lo posible y se pasaba buena parte del año trabajando la tierra para la siembra del centeno, cuya cosecha servía para casi todo: para alimentar a los ganados y elaborar el pan para el consumo de las personas. Se amasaba en casa cada semana. ¡Qué sopas de ajo se hacían con aquel pan!. Merece también hacer mención de la faena de "las majas", y que consistía en separar el grano de la paja del centeno. En tiempos antiguos se majaba a palo; con la miés tendida en el suelo de la era, la golpeaban dos personas colocadas a cada lado, por una y otra parte, con unos artilugios ancestrales llamados "piértios". Después se mecanizó esta labor con la llegada de las desgranadoras AJURIA. Esta labora agrícola solía estar rodeada de un "glamour" un tanto festivo. Teníamos también abastecimiento propio de patatas, mantequillla, queso, huevos, etc.
Estos trabajos agrícolas se fueron abandonando para dedicar más atención a la producción de leche y crianza de terneros, productos ambos muy apreciados y de inmejorable calidad. En la actualidad solo se dedican pequeños espacios para el cultivo de patatas y verdura.

### Ganadería
El ganado vacuno pastaba en las verdes praderas de "EL Cumbral" y con semejante nutrición no cabía esperar más que productos excelentes. Las vacas se utilizaron también para las labores agrícolas hasta que éstas fueron mecanizándose poco a poco.
Hubo igualmente rebaños de cabras, ovejas y en menor cuantía de caballos, pero en la actualidad apenas quedan animales domésticos, subsistiendo la escasísima población del pueblo del monocultivo de las prestaciones del estado.

## Figuras ilustres

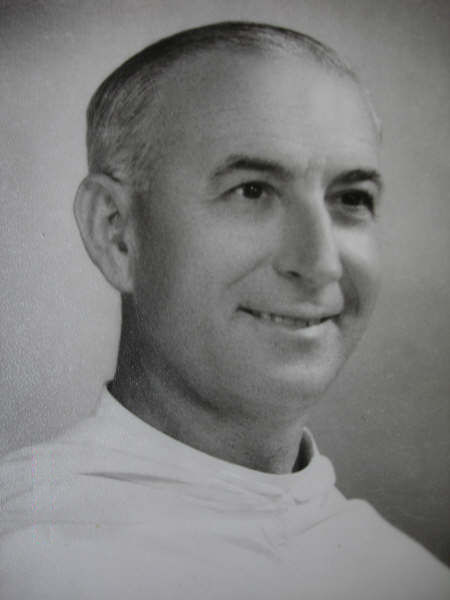
Padre Dolsé.

Destacan, entre otros, las del Padre Agustino D. Dolsé Antonio García González (1900-1954). Hijo de Francisco y de María. A muy temprana edad cursó estudios con los PP. Agustinos en Santander. Animado por su vocación religiosa tomó el Hábito Agustiniano en el Real Colegio de Valladolid el día 12-9-1915, profesando el 13 del mismo mes del año siguiente de manos del Reverendísimo Prior General Padre Tomás Rodríguez. Completó sus estudios en Valladolid y en el Monasterio de la Vid en Burgos. Allí mismo fue ordenado sacerdote el 20 de julio de 1924. Mientras estudió filosofíay teología llegó a dominar el idioma francés. Participó en varios concursos literarios organizados por la Academia Mariana de Lérida, donde alcanzó un señalado éxito en el año 1923, con el trabajo titulado "Estudio crítico-exegético-mariano del pasaje de San Lucas 2,42-51, relativo a la pérdida y hallazgo del Niño Jesús en el Templo", publicado bajo el título "La Mediación Universal de María".que por obtener el primer lugar mereció los honores de su publicación por separado y más tarde en la Revista "España y América", con singulares ampliaciones. En el año 1.924 sus superiores lo destinaron al Archipiélago Filipino. Ya no eran los tiempos gloriosos del domínio español (1575-1898). En este contexto merece hacer mención del protagonismo que tuvieron los PP. Agustinos en el descubrimiento y colonización de Filipineas; al Archipiélago filipino llegaron los misioneros Agustinos de la expedición del Capitán Ruy López de Villalobos, quienes arribaron a las costas de Mindanao; posteriormente se armó otra expedición por Real Orden de Felipe II, capitaneada por el Agustino, que primero sería militar, navegante, explorador y cosmógrafo, Fray Andrés de Urdaneta, acompañado por el General Miguel López de Legazpi. Del año 1898 al 1946 sería una colonia de los EE. UU. En consecuencia la deshispanización en Filipinas, ya había comenzado al principio de la dominación americana, salvo un periodo de inflexión entre los años 1935-1946, a partir del cual la identidad hispánica pasaría a ser residual, por lo que la enseñanza se impartía preferentemente en el idioma inglés, entonces sus superiores decidieron enviarle primero a Australia, donde permaneció los años 1927-1929, a fin de imponerse en la lengua inglesa, que es la segunda lengua oficial, la primera es el tagalo. Más adelante durante los años 1932-1934 fue enviado a la Universidad Católica de Washington, donde se graduó en Bellas Artes. Ya de nuevo en Filipinas fue nombrado subdirector del colegio de los PP. Agustinos en Iloilo, Isla de Panay, y en el año 1.938 fue designado prefecto de estudios y director. A partir del año 1949 fue también consejero del vicario provincial. Luego pasaría el calvario de la devastación que trajo consigo la II Guerra Mundial y la dominación japonesa. Las bombas americanas destruyeron el Colegio salvándose solo el edificio Urdaneta Hall, y los japoneses asesinaron a alguno de sus más cualificados profesores, el trágico año 1945. Tras la reconstrucción del complejo colegial, no cesó hasta no elevar a rango de Universidad "su" Colegio, empeño que fructificó el 18 de febrero de 1953, con la firma del Decreto por el Secretario de Educación de Filipinas, Sr. Putong, que otorgaba al Colegio de San Agustín categoría de Universidad de Visayas Occidental, haciendo así innecesario el traslado a Manila para cursar estudios superiores. Sería la segunda universidad española y la tercera católica en Filipinas. Con fecha 1 de marzo de 1953 sería proclamada oficialmente, a cuyas ceremonias de proclamación asistieron altas representaciones de los gobiernos de Filipinas y España. Siendo entonces investido con las responsabilidades del cargo de Rector. Como profesor y como Rector puso todo su empeño de su inteligencia y todo el tesón de su inquebrantable voluntad de hacer de "su" Universidad una institución que emulase la gloriosa tradición cultural-cristiana de los PP. Agustinos en el país. Su Campus se extiende a lo largo y ancho de más de 20 ha . Hoy trabajan en la Universidad unas 500 personas y su censo estudiantil ronda los 10000 estudiantes. Poco disfrutaría el P. Dolsé de aquello que esencialmente era "su obra" ya que fallecería el día 14 de mayo del año siguiente. Hoy la Universidad de San Agustín de Iloilo es una de las Instituciones Católicas Docentes de más prestigio en el Archipiélago.
Y la de D. Bernardino González, que ejerció con total entrega y ejemplar abnegación, su doctorado como médico en toda la comarca. A iniciativa del vecino D. Balbino de la Calzada, se les tributó un merecido homenaje en el año 2000, centenario de su nacimiento, con gran difusión en prensa y colocación de placas conmemorativas en su casa natal y en la Iglesia.

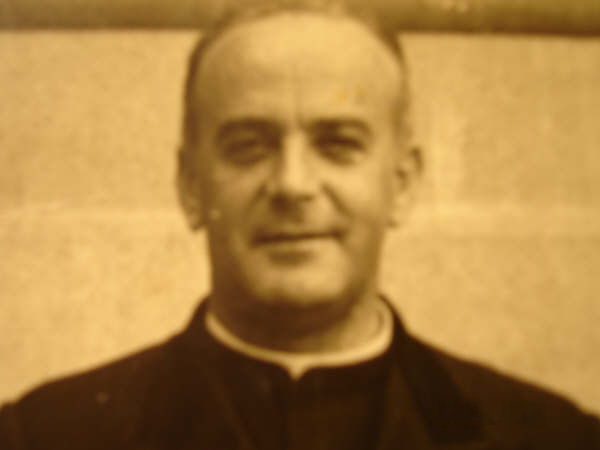
Padre Eliseo.

Hay que mencionar también a otro ilustre Agustino, el Padre Eliseo García González (1909-1996),-hermano del P. Dolsé-.Tras los estudios primarios en su lugar de nacimiento y parte de los secundarios en Vegarienza (León), ingresa en el Seminario de Valencia de Don Juan (León). Allí continúa los estudios humanísticos hasta 1925, año en el que se traslada a a Valladolid en cuyo Real Colegio realiza el Noviciado (20-7-1925) y emite los primeros Votos (21-7-1926), depositándolos en manos del futuro Obispo de Teruel P. Anselmo Polanco. En 1927 se traslada al Monasterio de "Santa María" de La Vid (Burgos) donde se ordena Sacerdote el 29-7-1934. Su primer destino sería el Colegio de "San Agustín" de Ceuta. Donde permanece hasta el año 1940
que es trasladado al colegio de Santander. Allí estuvo durante cinco años. Luego fue destinado al Colegio del "Buen Consejo" de Madrid, ocupándose de la supervisión de la terminación de las obras del Colegio de San Agustín en la calle Columela, y también impulsó la restauración de la Iglesia de San Agustín, ocupando el cargo de Administrador Provincial y Definidor, en el cual estaría hasta 1960 en que vuelve otra vez a la ciudad de Ceuta, ahora como Director. Para más adelante volver nuevamente a la ciudad de Santander. Dedicó su vida por entero a la enseñanza en las áreas de Sociales y Geografía e Historia. Recibiendo un cálido homenaje de sus antiguos alumnos en Santander, en 1976 al poco de jubilarse.
Otro nativo de la localidad fue el Dr. Don Francisco González,-hermano de D. Bernardino- que llegó a alcanzar gran prestigio y notoriedad en los campos de la medicina y de la cirugía, ejerciendo su profesión en las ciudades de Madrid, Zamora y León.